# Timonius rufescens
Timonius rufescens är en måreväxtart som först beskrevs av Friedrich Anton Wilhelm Miquel, och fick sitt nu gällande namn av Jacob Gijsbert Boerlage. Timonius rufescens ingår i släktet Timonius och familjen måreväxter. Inga underarter finns listade i Catalogue of Life.